# The Itchy & Scratchy Show

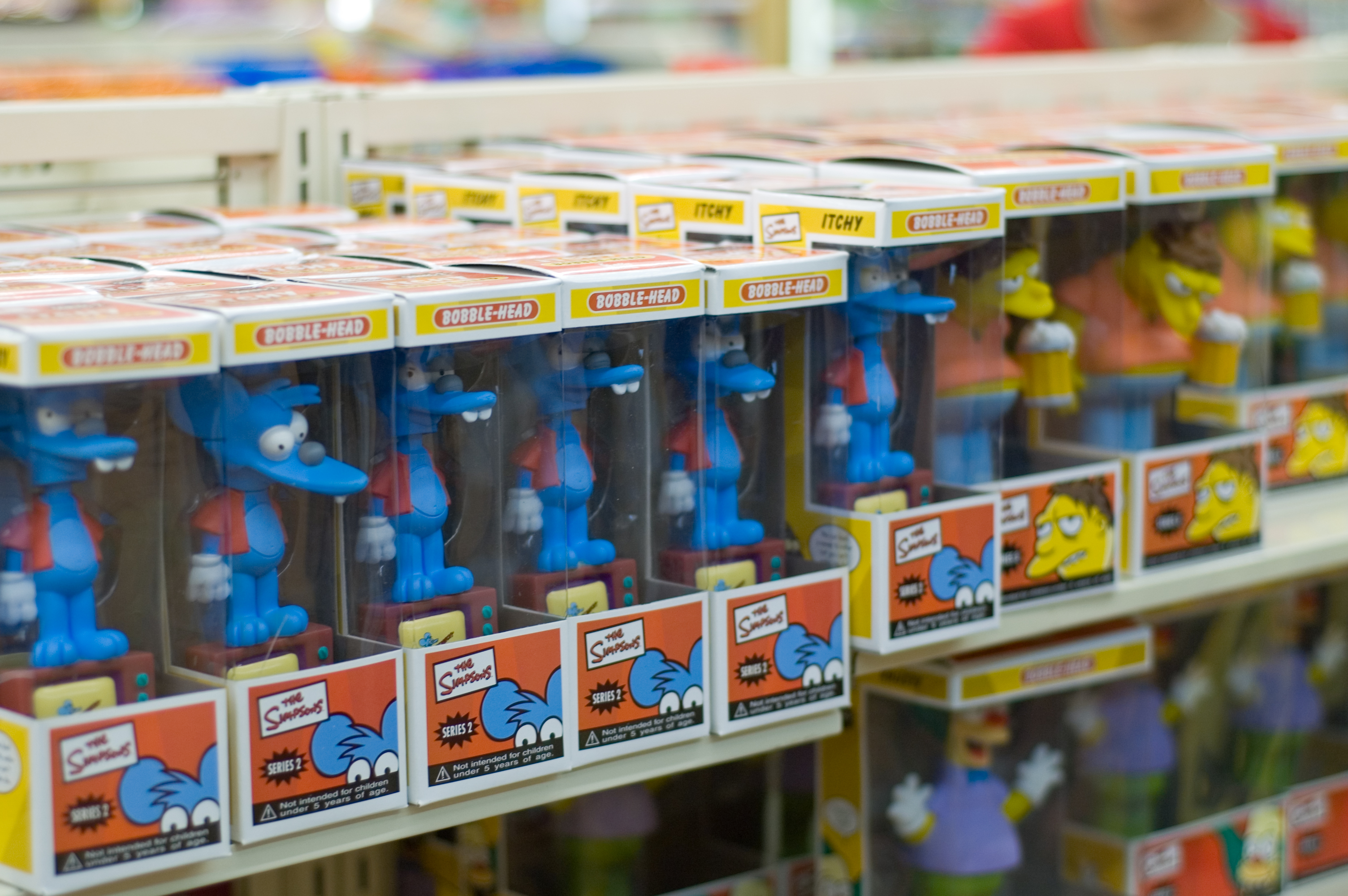
Zabawki bazujące na postaciach z serialu

The Itchy & Scratchy Show (Swędzacz i Drapacz lub Poharatka i Zdrapek) – kreskówka oglądana przez bohaterów animowanego serialu Simpsonowie. The Itchy & Scratchy Show jest przerywnikiem w programie klauna Krusty’ego. Mysz – Itchy oraz kot – Scratchy krzywdzą się nawzajem w coraz bardziej wymyślne sposoby.